# Merovinger
Merovingerne var en frankisk kongeslægt som regerede et rige (med meget skiftende grænser) i dagens Frankrig, Tyskland og Belgien fra det 5. århundrede til det 8. århundrede. I krøniker fra samtiden kaldes de ofte for "de langhårede konger" men betydningen af dette tilnavn er uvis.

## Oprindelse
Merovingerne stammede fra Toxandrien, et område, som omtrent svarer til nutidens Belgien og departementet Nord-Pas-de-Calais. Man anser ofte Chlodio for at være den første merovingiske leder, men man ved så lidt om ham, at det sandsynligvis drejer sig om en mytisk skikkelse. Merovingerne har fået deres navn efter Merovech (= "Meroving"), der var leder for de saliske franker omkring 450, men de viser sig egentlig først i historien med Childerik 1.s (437-481) sejre over vestgoterne (som netop havde forårsaget Romerrigets fald), sakserne og alemannerne.
Childeriks søn Klodevig 1. (466-511) udvidede det merovingiske rige meget betydeligt ved først at underlægge sig Gallien nord for Loire (fra 486), så lade sig døbe som katolik i 498 og derefter at besejre vestgoterne i Toulouse ved slaget i Vouillé i 507. Ved Klodevigs død deltes riget mellem hans fire sønner efter frankisk skik, en tradition som blev fortsat i de følgende to århundreder. Frankerriget kom på denne måde under flere samtidige, merovingiske konger i lange perioder, mens det kun i enkelte tilfælde blev forenet under én krone.

## Den galliske arv
Det Gallien, som merovingerne overtog, var ikke noget sammenhængende område. Romaniseringen af gallerne var foregået gennem længere tid i Sydfrankrig, og den var lykkedes bedre i byerne end på landet. Byer i syd som Clermont, Lyon, Marseille, Aix-en-Provence, Arles og Narbonne fastholdt et romersk præg i mindst to hundrede år, og de bisper, som styrede i byerne, arvede ofte embedet direkte fra romere og udførte de samme opgaver, som man havde udført, inden det vestromerske rige var brudt sammen. Romerske godsejere i Provence og Akvitanien fortsatte med at kalde sig Patricii (patriciere) længe efter, at merovingerne havde grundlagt frankerriget, og hvor den saliske lov gjaldt i nord, holdt det sydøstlige Frankrig sig til egne love, eurikloven, som afspejlede romerske, galliske og lokale traditioner snarere end germanske.
I lang tid var kirken heller ikke nogen stærk, samlende faktor. I Burgund og i Akvitanien var arianismen den mest udbredte form for Kristendom, og den forkyndte, at Kristus var mindre guddommelig end Gud Fader, idet der måtte have eksisteret et tidspunkt før Kristus blev skabt af sin fader; en holdning, som i 325 blev fordømt som kætteri på det første koncil i Nikæa. I alle større byer fandtes desuden vigtige jødiske minoriteter samtidigt med, at islam begyndte at vinde en vis tilhængerskare i Akvitanien i det 7. århundrede. På landet havde hverken romanisering, kristendom eller frankere haft nogen større indvirkning på befolkningen, og hedenske traditioner kunne dominere lokalt og gennem lange perioder (det franske ord for en landbo, paysan, kommer sandsynligvis fra det latinske ord for bonde, ’’paganus’’, som igen hænger sammen med ordet for hedenskab, paganisme).
I det merovingiske rige levede mange forskellige, etniske grupper: goter og baskere i Akvitanien i vest; burgundere, alemanner og alaner i Burgund og Provence; samt bretoner i nord. Alle disse dele af riget havde i det mindste delvist selvstyre, og alle udviklede egne dialekter ud fra vulgærlatin. I det 8. århundrede var latinen endt som sprog for kirke, administration og en lille, uddannet elite. Det, som senere skulle blive det franske sprog, begyndte at dukke op i to adskilte varianter: Langue d'Oil og Langue d'Oc (opkaldt efter ordet for "ja", henholdsvis oil → oui og oc). Langue d'Oil blev talt i nord og skulle senere vinde frem over for det sydlige Langue d'Oc, der længe havde rollen som det finere, dannede sprog.

## Feudalismen
De merovingiske konger valgte frankiske og galliske stormænd til grever (comites) og gav dem ansvar for det lokale forsvar, administration og domsmagt. Greverne var tvunget til at opretholde de hærstyrker, som kunne sammenkaldes på kongens befaling. Disse styrker bestod af grevernes underordnede, ridderne, som fik tildelt land til deres underhold. I det hele taget var der meget få penge i omløb, og greverne betalte heller ingenting til kongen, som tilsvarende forsørgede sig af sine egne krondomæner. Dette system udviklede sig til feudalismen og erstattede romernes administration og skattesystem, da det var brudt sammen.
I realiteten var merovingerne mere herskere, end de var styrende for landet, og det havde de på mange måder fælles med de sidste romerske kejsere. Frankerriget var kun ét kongerige i korte perioder, og Austrasien (omkring Metz), Neustrien (omkring Paris) og Burgund (omkring Lyon) blev lige så ofte styret uafhængigt af hinanden, som de var i strid med hinanden. Merovingerne eller deres folk havde sjældent problemer med at slå hinanden ihjel, og Gregor af Tours beskrivelse af adelsmanden Guntram Boso er formentlig typisk for adelen i samtiden:
...en mand uden principper, uudholdelig i sin griskhed, grænseløst begærlig efter andres ejendom, som giver sit ord til alle, men som aldrig holder et løfte.
Brynhildas skæbne beskriver måske endnu mere tydeligt det niveau, som adelens moral befandt sig på. Hun var velvilligt indstillet over for kirken og forsøgte at modvirke den kongelige lunkenhed. Hendes anstrengelser endte med, at manden, Sigibert, og andre slægtninge blev myrdet af merovinger fra Neustrien. Selv blev hun taget til fange, torteret og dræbt ved at blive bundet efter en vild hest. De merovingiske herskere fortabte sig efterhånden i intriger og fråseri. De blev med tiden foragtet og forhadt af flere og flere, og efterhånden var mange tvunget til at ende deres dage med at gå i kloster.
Ved at overdrage mægtige embedsmænd ved hoffet, de såkaldte major domus, mere og mere af den daglige administration, reducerede kongerne efterhånden deres magt og i det 7. århundrede var kongen ikke længere nogen effektiv, politisk myndighed, men var reduceret til en symbolsk rolle. De blev snart kaldt les rois fainéants, "kongerne, som intet udretter" og major domus blev snart de virkelige, politiske og militære ledere, hvad der f.eks. viste sig i 732, da det var maior Karl Martell, men netop ikke kongen, som nedkæmpede en arabisk invasion fra Spanien.
Ved at gøre embedstitlen arvelig lykkedes det de karolingiske maiores at tage kontrol med hele frankerriget. Karl Martells søn, Pippin den lille, opnåede den frankiske adels støtte til et dynastiskifte, og da paven havde brug for hans støtte mod langobarderne, krævede Pippin den franske krone som modydelse. I 751 blev den sidste, merovingiske konge, Childerik 3., tvunget til at klippe håret og gå i kloster, og Pippin blev den første, karolingiske konge.

## Kongeliste
- Faramund (? – 428)
- Chlodio (? – 447)
  - Merovech (? – 457)
    - Childerik 1. (457 – 482)
      - Klodevig 1. (466 – 511)
        - Teoderik 1. (486 – 534)
        - Childebert 1. (? – 558)
        - Clodomir 1. (? – 524)
        - Chlotar 1. (497 – 561)
          - Theodebert 1. (534 – 548)
          - Caribert 1. (520 – 567)
          - Gunthchramn 1. (525 – 593)
          - Sigebert 1. (535 – 575)
            - Theodebald 1. (535 – ?)
            - Childebert 2. (570 – 596)
              - Theodebert 2. (586 – 612)
              - Theoderik 2. (587 – 613)
                - Sigebert 2. (601 – 613)

          - Chilperik 1. (523 – 584)
            - Chlotar 2. (584 – 629)
              - Caribert 2. (608 – 631)
              - Dagobert 1. (606 – 639)
                - Sigebert 3. (631 – 656)
                  - Dagobert 2. (652 – 679)

                - Klodevig 2. (634 – 646)
                  - Chlotar 3. (652 – 674)
                  - Childerik 2. (653 – 674)
                    - Chilperik 2. (670 – 721)
                      - Childerik 3. (714 – 755)

                  - Teoderik 3. (654 – 691)
                    - Chlotar 4. (684 – 719)
                    - Klodevig 3. (?)
                    - Chlodovech 4. (682 – 695)
                    - Childebert 3. (683 – 711)
                      - Dagobert 3. (699 – 715)
                        - Teoderik 4. (713 – 737)